# روي غولدن
روي غولدن (بالإنجليزية: Roy Golden)‏ هو لاعب كرة قاعدة أمريكي، ولد في 12 يوليو 1888 في Madisonville, Cincinnati ‏ في الولايات المتحدة، وتوفي في 4 أكتوبر 1961 في نوروود في الولايات المتحدة.

## وصلات خارجية
- روي غولدن على موقعبيزبول رفرنس.كوم (الدوري الرئيسي) (الإنجليزية)
- روي غولدن على موقعبيزبول رفرنس.كوم (الدوري الثانوي) (الإنجليزية)